# Ażukalnie
Ażukalnie (biał. Ажукальні; ros. Ажукольни) – wieś na Białorusi, w obwodzie grodzieńskim, w rejonie werenowskim, w sielsowiecie Konwaliszki, przy granicy z Litwą. 
Dawniej używana nazwa to Ożukolnie.

## Historia
W czasach zaborów w gminie Dziewieniszki, w powiecie oszmiańskim, w guberni wileńskiej Imperium Rosyjskiego.
Po I wojnie światowej weszły w skład okręgu wileńskiego Zarządu Cywilnego Ziem Wschodnich. W latach 1920–1922 na terenie Litwy Środkowej.
W latach 1922–1945 wieś leżała w Polsce, w województwie wileńskim, w powiecie oszmiańskim, w gminie Dziewieniszki.
W 1931 w 16 domach zamieszkiwało 77 osób.
Wierni należeli do parafii rzymskokatolickiej w Konwaliszkach. Miejscowość podlegała pod Sąd Grodzki w Holszanach i Okręgowy w Wilnie; właściwy urząd pocztowy mieścił się w Konwaliszkach.
Przez cały ten okres, podobnie jak w czasach zaborów, Ażukalnie administracyjnie przynależały do powiatu oszmiańskiego i gminy Dziewieniszki.